# بسام شمس الدين
بسام شمس الدين

قاص وروائي، من مديرية القفر محافظة إب، من مواليد 1978. صدرت له ست روايات, ومجموعتان قصصيتان.شارك ضمن ملف عن الادب اليمني في مجلة بانيبال (مجلة).عضو في اتحاد الأدباء والكتاب اليمنيين. 

## عنه
بسام شمس الدين، من مواليد القفر، محافظة إب، بدأ الكتابة في بداية الألفية الجديدة. درس العلوم السياسية في جامعة صنعاء تخرج منها سنة 2010. يعمل في وزارة الثقافة.

## مؤلفاته المنشورة
أعماله الروائية:
- الطاووسة، صدرت عن وزارة الثقافة، 2004. رواية.
- الدائرة المقدسة، صدرت عن مركز عبادي للدراسات والنشر، 2008، رواية.
- هفوة، صدرت عن مركز عبادي للدراسات والنشر، 2011، رواية.
- لعنة الواقف، مركز عبادي للدراسات والنشر، رواية.
- نزهة عائلية صدرت عن دار الساقي، بيروت، 2017، رواية.
- (نبوءة الشيوخ) 2019.. (رواية) صدرت عن دار ممدوح عدوان للدراسات والنشر ودار سرد..
- نهاية رجل غاضب 2020 (رواية) صدرت عن مركز دال للطباعة..صنعاء
- زواج فرحان 2020 (رواية) صدرت عن دار إي كتب البريطانية..

المجموعات القصصية:
- الباهوت مركز عبادي للدراسات والنشر. 2005.

- روح الحبيبة، مركز عبادي للدراسات والنشر. 2006.